# Carlo Salis
Carlo Salis, o Carlo Tanno Salis (Verona, 1688 – 1773), è stato un pittore italiano.

## Biografia
Carlo Tanno Salis figlio del farmacista Ercole Salis, nacque a Verona in Piazza delle Erbe, ebbe come primo maestro Alessandro Marchesini. e quando questi si allontanò da Verona per lavorare a Venezia, venne dalla famiglia mandato a Bologna come allievo del pittore Giuseppe dal Sole che gli insegnò il disegno ma non l'uso dei colori.
A Bologna ebbe problemi di salute che lo costrinsero a fare ritorno a Verona, e successivamente a Venezia dove gli fece da maestro Antonio Balestra di cui subì l'influsso artistico.
Morì all'età di 83 anni, si possono trovare le sue opere in Verona, Mantova e  Bergamo non solo nelle chiese ma anche in collezioni private.

## Opere
- 1748 Un miracolo di S. Vincenzo Ferreri Monastero di San Bartolomeo e Stefano Bergamo
- 1747 San Benedetto con i SS. Mauro e Placido giovinetti chiesa di San Benedetto in Bergamo
- Achille trascina il corpo di Ettore nel salone principale di Palazzo Paletta in Verona[5]
- Nascita di nostro Signore convento dei monaci Olivetani di Verona
- Opere in Santa Maria in Corona Verona[6]